# Jean-Baptiste Lamarck
Jean-Baptiste Pierre Antoine de Monet, Chevalier de la Marck (Bazentin, 1744. augusztus 1. – Párizs, 1829. december 18.) francia lovag, természettudós, akadémikus, Darwin előfutára az élővilág evolúciós magyarázatát illetően. Zoológiai szakmunkákban nevének rövidítése: „Lamarck”.

## Élete
Báró apja papnak szánta, így tanulmányait egy amiens-i jezsuita iskolában folytatta. 1761–1769 közt katona volt. Leszerelése után orvosnak tanult, majd érdeklődése a botanika felé fordult, és Bernard de Jussieu tanítványa lett Párizsban. 1779-ben a Francia Természettudományi Akadémia tagjává választották. 1780 óta több növénygyűjtő utazást tett és a növénytan terén több nagyobb rendszertani munkát írt. 1792-ben a Jardin des plantes-ban az alsóbb rendű állatok tanának tanára lett és ez időtől kezdve a zoológia művelésére szentelte minden erejét és Système des animaux sans vertèbres (1809), valamint Histoire des animaux vertébrés (1815–22, 7 kötetben) műveivel, mely utóbbit Edwards Milne társaságában írta, jeles szisztematikusnak mutatta magát. Egy baleset következtében megrokkant. Háromszor özvegyült meg, élete végén megvakult.

## Munkássága
Ő különítette el először a gerincteleneket a gerincesektől, a tüskésbőrűeket a polipoktól, vetette meg az állatosztályok természetes elkülönítésének alapját. Elméleti munkái közül nevezetes a Philosophie zoologique (1809). Szakított a régi fajfogalommal és a fajok változatlanságáról szóló dogmával, és az állatvilág keletkezését lassú, fokozatos fejlődéssel magyarázta — emiatt őt tekinthetjük a származástan megalapítójának, és időnként a „francia Darwinnak” is nevezik.
Evolúciós elmélete azonban téves volt: úgy vélte, hogy az evolúció a környezet és az élőlény közös eredménye. Hitt a szerzett tulajdonságok öröklődésében: abban, hogy az élőlény a környezeti hatásokra válaszul kialakított vonásait átörökíti utódaira is. Lamarck nézetét kezdetben lelkesen fogadta a tudomány, főleg, miután Waddington ecetmuslicákkal végzett kísérleti azt látszólag alátámasztották. Waddington éterbe tette a muslicaembriókat, amitől azok korai életszakaszukban furcsa hátsó szárnyakat növesztettek. A hátsó szárnyaknak ez a különös rendellenessége a muslicák nyolc generációján át fennmaradt annak ellenére, hogy az utódokat már nem tette éterbe. Számos kutató további kísérletei alapján azonban Lamarck elképzelését el kellett vetni: a valós mechanizmust bő fél évszázaddal később Darwin és Wallace ismerte fel.
Lamarck evolúciós elképzelései a Szovjetunióban éledtek újjá, ahol Sztálin kedvenc áltudósa, Trofim Liszenko úgy vélte, hogy a növényvilágot is a kommunizmus eszméire lehet szoktatni.
Eszméinek valós újjáéledésére a 20. század második feléig kellett várni, amikor is kiderült, hogy azok sikerrel alkalmazhatók a társadalomtudományokban, a mémek fejlődésének leírására.

## Növénytani munkái
- Flore française (Párizs, 1778, 3 kötet, újabb kiadása De Candolletól)
- Extrait de la flore française (uo. 1795)
- Histoire naturelle des végétaux (uo. 1802, 15 kötet)
- Encyclopédie méthodique botanique (uo. 1783–1817, 13 kötet, egy atlasszal és 900 táblával)
- De Candolle-lal Synopsis plantarum in Flora Gallica descriptarum (uo. 1806)[10]

## Magyarul megjelent művei
- A fajok átalakulása; ford. Haner Viktor; Fejér-Glattner Ny., Bp., 1914 (Darwin-könyvtár)
- A természet fejlődése; vál., ford. Szász-Fejér Gyöngyi, bev., jegyz. Szász-Fejér János; Kriterion–Európa, Bukarest–Bp., 1986 (Téka)